# Dirk Kemper

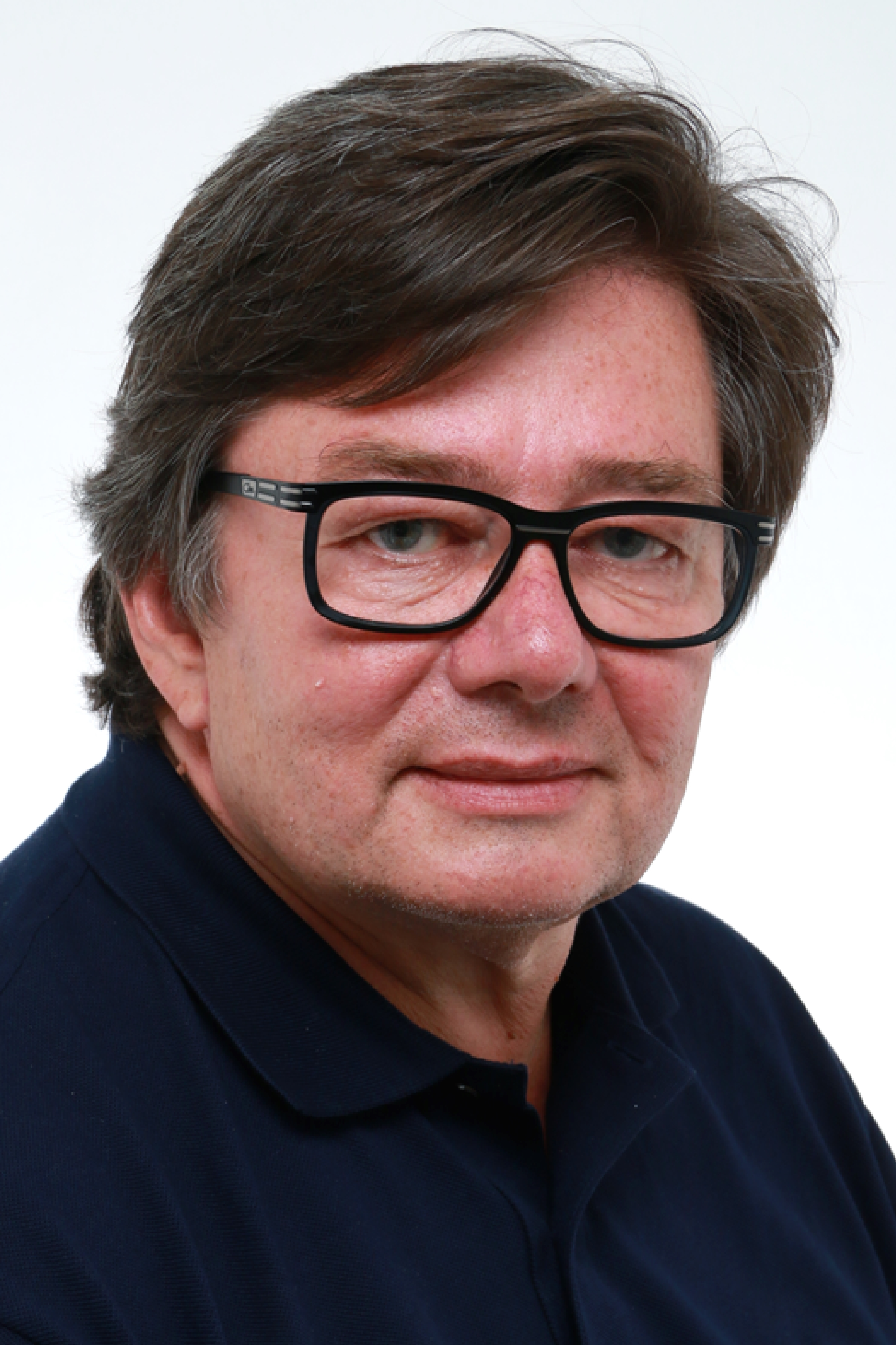
Dirk Kemper, 2019

Dirk Kemper (* 18. Mai 1959 in Dortmund) ist ein deutscher Germanist und Literaturwissenschaftler.

## Leben
Nach dem Studium der Philosophie, Germanistik und Latinistik an der Ruhr-Universität Bochum (Staatsexamina 1988–89), promovierte Kemper zunächst an der RUB mit einem Stipendium der Studienstiftung des Deutschen Volkes, dann an der Universität Hildesheim (parallel Stipendien an der HAB Wolfenbüttel). Seine Promotion erfolgte 1992 über Wilhelm Heinrich Wackenroder, 2003 die Habilitation in den Fächern Neuere deutsche Literatur und Kulturwissenschaft über Goethe. Von 1996 bis 2001 hatte er zehn Kurzzeitdozenturen an der Moskauer Lomonossow-Universität. Ab 2002 war er dort Professor, ab 2005 Ordinarius an der Russischen Staatlichen Geisteswissenschaftlichen Universität (RGGU) in Moskau. Die zweite Promotion an der RGGU erfolgte 2011 im Fach Theorie der Literatur, das russische Nostrifikationsverfahren der Habilitation 2013.
Mit Unterstützung des DAAD baute Kemper den Thomas Mann-Lehrstuhl an der RGGU zum landesweiten Qualifikationszentrum für die literatur- und kulturwissenschaftlich orientierte Germanistik aus (2014–2023 Internationales Graduiertenkolleg 1956 mit der ALU Freiburg) und begründete 2008 das „Institut für russisch-deutsche Literatur- und Kulturbeziehungen“ (IRDLK). 2003 war er Gründungsmitglied des  Russischen Germanistenverbandes.
Kemper arbeitet insbesondere zur Moderneforschung, literarisch-philosophischen sowie literarisch-religiösen Grenzbereichen und zur deutsch-russischen Literatur- und Kulturkomparatistik.
Er ist mit der Germanistin und Theologin Natalia Bakshi verheiratet; das Paar hat zwei Söhne. Nach dem russischen Überfall auf die Ukraine 2022 zog die Familie nach Deutschland.

## Schriften (Auswahl)
- Sprache der Dichtung. Wilhelm Heinrich Wackenroder im Kontext der Spätaufklärung. Stuttgart: J. B. Metzler 1993. (Metzler Studienausgabe) XVI, 314 S.
- Mißbrauchte Aufklärung? Schriften zum preußischen Religionsedikt vom 9. Juli 1788. 118 Schriften im Umfang von 13992 Seiten auf 202 Microfiches. Mit einem Begleitband hg. von Dirk Kemper. Hildesheim: Olms Neue Medien 1996. 13992 S. auf Microfiches, 256 S. Begleitband.
- «ineffabile» – Goethe und die Individualitätsproblematik der Moderne. München: Wilhelm Fink Verlag 2004. XIV, 496 S.
- Heinrich Mann und Walter Ulbricht. Das Scheitern der Volksfront. Briefwechsel und Materialien. München: Wilhelm Fink Verlag 2012. 265 S.
- Das außergewöhnliche Leben des Friedrich Joseph Haass. Biografie einer Legende. Freiburg, Basel, Wien: Herder, 2021. 320 S.
- Erzähltheorie und Deixis. Das Sprachporträt des „Buddenbrooks“-Erzählers. In: Weimarer Beiträge 68, 2022, 2, S. 256–271.
- Die Achillesferse der Aufklärung. Überlegungen zur Korrespondenzproblematik. In: Theologische Zeitschrift (ThZ). Basel 79, 2023, H. 1, S. 4–18.

Mehr als zwei Dutzend Bände in der „Schriftenreihe des Instituts für russisch-deutsche Literatur- und Kulturbeziehungen an der RGGU Moskau“, darunter
- Bd. 3: Dirk Kemper, Aleksej Žerebin, Iris Bäcker (Hrsg.): Eigen- und fremdkulturelle Literaturwissenschaft. Paderborn: Wilhelm Fink 2010
- Bd. 4: Dirk Kemper, Valerij Tjupa, Sergej Taškenov (Hrsg.): Die russische Schule der historischen Poetik. Paderborn: Wilhelm Fink 2013
- Bd. 7: Dirk Kemper, Ekaterina Dmitrieva, Jurij Lileev (Hrsg.): Deutschsprachige Literatur im westeuropäischen und slavischen Barock. Paderborn: Wilhelm Fink 2012
- Bd. 8: Natalia Bakshi, Dirk Kemper, Iris Bäcker (Hrsg.): Religiöse Thematiken in den deutschsprachigen Literaturen der Nachkriegszeit (1945–1955). Paderborn: Wilhelm Fink 2013
- Bd. 15: Natalia Bakshi, Dirk Kemper, Monika Schmitz-Emans (Hrsg.): Komparatistik sprachhomogener Räume. Konzepte, Methoden, Fallstudien. Paderborn: Wilhelm Fink 2017
- Bd. 16: Dirk Kemper, Paweł Zajas, Natalia Bakshi (Hrsg.): Kulturtransfer und Verlagsarbeit. Suhrkamp und Osteuropa. Paderborn: Wilhelm Fink 2019
- Bd. 17: Dirk Kemper, Natalia Bakshi, Cheauré, Elisabeth, Paweł Zajas (Hrsg.): Literatur und Auswärtige Kulturpolitik. Paderborn: Wilhelm Fink 2019